# WASP-3b
WASP-3b Es un planeta extrasolar que orbita la estrella WASP-3 en la Constelación de Lyra, que se encuentra a unos 730 años luz de distancia. Su radio y masa indican que posiblemente se trate de un gigante gaseoso, con una composición similar a Júpiter, aunque por su cercanía con su estrella (un 3% de la distancia de la Tierra al Sol), se clasifica como un Júpiter caliente.